# Richard Sperl
Richard Sperl (* 28. September 1929 in Niedergrund an der Elbe, Tschechoslowakei; † 10. Januar 2024 in Königstein) war ein deutscher Editor und Marx-Engels-Forscher.

## Leben
Nach der Schule arbeitete er als Waldarbeiter. Im November 1945 gelangte Sperl im Rahmen der Vertreibung der Deutschen aus der Tschechoslowakei mit seiner Familie nach Thüringen. Im Folgejahr wurde er Mitglied der SPD, dann der SED. Es folgte die Tätigkeit als Instrukteur der SED-Landesleitung Thüringen und darauf der SED-Bezirksleitung Gera. Ein zweijähriges Studium an der Parteihochschule „Karl Marx“ schloss er 1956 als Diplom-Gesellschaftswissenschaftler ab. Danach war Sperl bis 1989 am Institut für Marxismus-Leninismus beim Zentralkomitee der SED tätig. Dort war er seit 1964 stellvertretender Abteilungsleiter. 1979 wurde er promoviert. Von 1977 bis 1990 war er verantwortlicher Redakteur der Beiträge zur Marx-Engels-Forschung, ab 1991 war er gemeinsam mit Carl-Erich Vollgraf und Rolf Hecker federführend an der Herausgabe der Beiträge zur Marx-Engels-Forschung. Neue Folge beteiligt. Als Editor war er an der Marx-Engels-Gesamtausgabe (MEGA) und der Marx-Engels-Werke beteiligt. Bei der MEGA war er maßgeblich für die Entwicklung und die spätere Revision der Editionsrichtlinien verantwortlich, er sorgte für die erste Umsetzung der Richtlinien in einem 1972 erschienenen Probeband. Außerdem war er für die IV. Abteilung „Exzerpte und Marginalien“ der MEGA zuständig und in dieser Funktion auch Mitglied der MEGA-Gedamtredaktion. Als Herausgeber verantwortete er die Veröffentlichung verschiedener Werke und Textsammlungen von Marx und Engels. Freundschaftlich war er besonders Heinrich Gemkow eng verbunden.

## Veröffentlichungen (Auswahl)
- mit Carl-Erich Vollgraf und Rolf Hecker (Hrsg.): Beiträge zur Marx-Engels-Forschung. Neue Folge. Argument, Hamburg 1991 ff. ISSN 0232-8577
- »Edition auf hohem Niveau«. Zu den Grundsätzen der Marx-Engels-Gesamtausgabe (MEGA), Argument Verlag, Hamburg 2004.